# Destiny of an Emperor
Destiny of an Emperor is een videospel voor het platform Nintendo Entertainment System. Het spel werd ontwikkeld en uitgegeven door Capcom. Het kwam in 1989 uit in Japan en een jaar later in de Noord-Amerika. 